# Joseph Henry Dillon

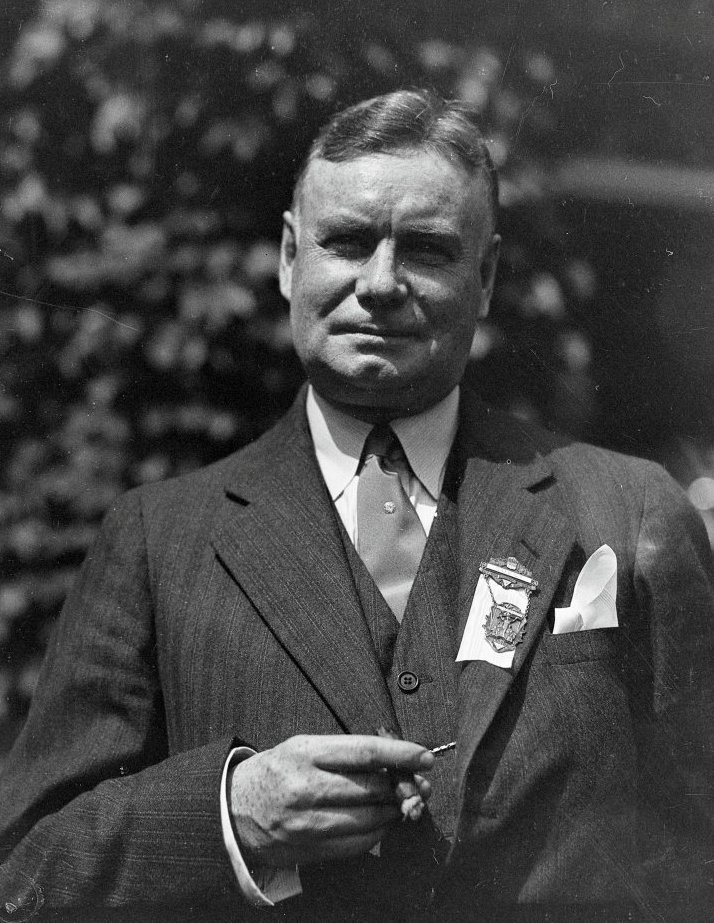
Dillon en 1930

Joseph Henry Dillon (né le 17 avril 1877 à Montréal, mort le 28 octobre 1938 à Montréal) est un avocat et homme politique du Québec. Il a été député du district électoral de Montréal–Sainte-Anne à l'Assemblée législative du Québec de 1924 à 1935.

## Biographie
Il est le fils de John Dillon, boulanger, et de Rose-Anne O'Neil. Il étudie à l'université McGill. Il est admis au Barreau le 4 juillet 1907. Il exerce la profession d'avocat à Montréal. De 1907 à 1924, il est fonctionnaire municipal, comme secrétaire du service de la voirie de Montréal.
Il est le candidat du Parti libéral à l'élection partielle du 5 novembre 1924 dans le district électoral de Montréal–Sainte-Anne et il est alors élu député à l'Assembléé législative du Québec. Le 10 janvier 1927, il est nommé ministre sans portefeuille dans le gouvernement Taschereau. Il est réélu, sans opposition, député de Montréal–Sainte-Anne lors de l'élection générale de 1927. Il y est réélu lors de l'élection générale de 1931.
Après l'élection générale de 1931, Dillon est l'un des rares députés du Parti libéral dont l'élection n'est pas contestée devant les tribunaux. Il est alors chargé par le Parti libéral d'être le proposeur à l'Assemblée législative de la Loi modifiant la loi des élections contestées de Québec (22 George V, c. 20). Pour cette raison, son nom est resté associé à cette loi, parfois connue sous le sobriquet de « loi Dillon ». Par l'adoption de cette loi a effet rétroactif, les députés du Parti libéral empêchent les tribunaux de poursuivre l'étude des contestations de leurs élections,,.
Il démissionne comme député et ministre le 2 octobre 1935. Lors de l'élection fédérale du 14 octobre 1935, il est candidat du Parti libéral dans le district fédéral de Sainte-Anne et il est défait par un autre candidat du Parti libéral, William James Hushion.
Il est inhumé  dans le cimetière Notre-Dame-des-Neiges le 31 octobre 1938.